# Provincia de Antananarivo
Antananarivo fue, a la vez, una de las provincias de Madagascar y su capital con un área de 58.283 km². Tenía una población de 4.580.788 habitantes (julio 2001). Su capital era Antananarivo.

## División administrativa
| - 1. Ambatolampy - 2. Ambohidratrimo - 3. Andramasina - 4. Anjozorobe - 5. Ankazobe - 6. Antananarivo-Atsimondrano - 7. Antananarivo-Avaradrano - 8. Antananarivo-Renivohitra - 9. Antanifotsy - 10. Antsirabe Rural | - 11. Antsirabe Urban - 12. Arivonimamo - 13. Betafo - 14. Faratsiho - 15. Fenoarivobe - 16. Manjakandriana - 17. Miarinarivo - 18. Soavinandriana - 19. Tsiroanomandidy |

- Datos: Q489821
- Multimedia: Antananarivo / Q489821